# L'Or du duc
Pour plus de détails, voir Fiche technique et Distribution.
L'Or du duc est un film réalisé par Jacques Baratier et Bernard Toublanc-Michel en 1965.

## Synopsis
Le duc de Talois-Minet se retrouve ruiné. Son oncle lui lègue en héritage un autobus à étage, où il installe sa famille. Il ignore — contrairement à son secrétaire — que cet autobus est en fait en or massif.

## Fiche technique
- Titre : L'Or du duc
- Réalisation : Jacques Baratier et Bernard Toublanc-Michel
- Assistant réalisateur : Paul Vecchiali
- Scénario : Jacques Baratier
- Dialogues : Eric Ollivier
- Production : Louis de Masure
- Production : Cocinor, Fair Film, Les Films Marceau, Les Films Number One
- Musique : Michel Colombier et Charles Trenet
- Photographie : Henri Raichi
- Montage : Léna Baratier
- Décors : Jacques Gut
- Pays :  France et  Italie
- Date de sortie : 1965
- Format : Noir et blanc
- Genre : Comédie
- Durée : 90 min
- Sortie : 23 septembre 1965 (France)

## Distribution
- Claude Rich : Ludovic de Talois-Minet
- Monique Tarbès : Mme de Talois-Minet
- Danielle Darrieux : Marie-Gabrielle
- Jacques Dufilho : Annibal
- Noël Roquevert : Le général de Bonneguerre
- Pierre Brasseur : Le Maharadjah
- Annie Cordy : La concierge
- Jean Tissier : Le bon Pleko
- Dorothée Blank
- Hubert de Lapparent : Le vrai comte du Tellac
- Paul Demange : Un joueur
- Daniel Emilfork : Le gardien
- André Gabriello : Le bougnat
- Renée Gardès : La marchande de billets
- Nane Germon
- Jacques Hilling
- Jacques Jouanneau : Le casseur d'autos
- Roland Lesaffre : Le chauffeur de la RATP
- Christian Marin : Le gendarme
- Elsa Martinelli : L'étrangère
- Jean Richard
- Fernand Sardou : Le livreur d'eau
- Bénédicte Lacoste : Alix de Talois-Minet
- Charles Trenet
- Henri Virlojeux
- R.J. Chauffard
- Joël Barbouth